# Mirambeau, Charente-Maritime

Mirambeau este o comună în departamentul Charente-Maritime, Franța. La 1 ianuarie 2022 avea o populație de 1.532 de locuitori.